# Vzhodni Kongo
Vzhodni Kongo, dolgo ime Demokratična republika Kongo (uradno francosko République démocratique du Congo), je obmorska država v Srednji Afriki, ki na severu meji na Srednjeafriško republiko, na severovzhodu na Južni Sudan, na vzhodu na Ugando, Ruando, Burundi in prek jezera Tanganjika na Tanzanijo, na jugovzhodu na Zambijo, na jugozahodu na Angolo, na zahodu ima pri kraju Banana izhod na morje južnega Atlantskega oceana, prav tako na zahodu pa meji še na angolsko eksklavo Cabinda in Zahodni Kongo, s katerim ga ne smemo zamenjati. Po površini je druga največja država Afrike, po prebivalstvu pa četrta. 
Glavno mesto je Kinšasa, ki stoji ob levem bregu reke Kongo, na nasprotnem bregu pa je Brazzaville, glavno mesto sosednjega Zahodnega Konga.
Ozemlje Konga s središčem v porečju Konga so najprej naselili srednjeafriški iskalci hrane pred približno 90.000 leti in so ga naselili ob širitvi Bantujci pred približno 3000 do 2000 leti. Na zahodu je okoli izliva reke Kongo od 14. do 19. stoletja vladalo kraljestvo Kongo. V središču in na vzhodu so od 15., 16. in 17. stoletja do konca 19. in začetka 20. stoletja vladali imperiji Mwene Muji, Luba in Lunda. Belgijski kralj Leopold II. je uradno pridobil pravice do ozemlja Konga od kolonialnih držav Evrope leta 1885 in zemljo razglasil za svojo zasebno last ter jo poimenoval Svobodna država Kongo. Od leta 1885 do 1908 je njegova kolonialna vojska prisilila lokalno prebivalstvo v proizvodnjo gume in zagrešila obsežna grozodejstva. Leta 1908 je Leopold odstopil ozemlje, ki je tako postalo belgijska kolonija, Belgijski Kongo.
Med 27. oktobrom 1971 in 17. majem 1997 se je ta država imenovala Zair, to ime se občasno še vedno uporablja. Državo včasih imenujejo tudi Kongo-Kinšasa, po njenem glavnem mestu, da jo lažje ločijo od Zahodnega Konga, ki ji pravijo Kongo-Brazzaville.
Od leta 2015 je vzhodni Kongo prizorišče nenehnega vojaškega spopada.
Država je članica Združenih narodov, Gibanja neuvrščenih, Afriške unije, COMESA, Južnoafriške razvojne skupnosti, Organizacije Internationale de la Frankophonie in Gospodarske skupnosti srednjeafriških držav.

## Zgodovina
Pred širitvijo Bantujcev je bilo ozemlje, ki je obsegalo Demokratično republiko Kongo, dom najstarejših naseljenih skupin v Srednji Afriki, ljudstev Mbuti. Večina ostankov njihove lovsko-nabiralske kulture ostaja v današnjem času.

### Zgodnja zgodovina
Geografsko območje, ki je danes znano kot Demokratična republika Kongo, je bilo naseljeno že pred 90.000 leti, kot je razvidno iz leta 1988 odkrite harpune Semliki v Katandi, ene najstarejših harpun z bodicami, ki so jih kdaj koli našli, za katero se verjame, da so jo uporabljali za lovljenje orjaških rečnih somov.
Ljudstva Bantu so dosegla Srednjo Afriko na neki točki v 1. tisočletju pred našim štetjem, nato pa so se postopoma začela širiti proti jugu. Njihovo širjenje je pospešilo prevzem pastirstva in železnodobnih tehnik. Ljudje, ki so živeli na jugu in jugozahodu, so bili prehranjevalne skupine, katerih tehnologija je vključevala le minimalno uporabo kovinskih tehnologij. Razvoj kovinskega orodja v tem obdobju je povzročil revolucijo v kmetijstvu. To je privedlo do izpodrivanja afriških pigmejcev. Po selitvah Bantujcev se je okoli leta 700 začelo obdobje oblikovanja države in razreda s tremi središči na današnjem ozemlju; eno na zahodu okoli porečja Malebo, eno vzhodno okoli jezera Mai-Ndombe in tretje še bolj vzhodno in južno okoli depresije Upemba.(str.17–18)
Do 13. stoletja so bile v zahodnem porečju Konga okoli porečja Malebo tri glavne konfederacije držav. Na vzhodu je bilo sedem kraljestev Kongo dia Nlaza, ki veljajo za najstarejše in najmočnejše, kar je verjetno vključevalo Nsundi, Mbata, Mpangu in morda Kundi in Okanga. Južno od njih je bila Mpemba, ki se je raztezala od današnje Angole do reke Kongo. Vključevala je različna kraljestva, kot sta Mpemba Kasi in Vunda. Na zahodu čez reko Kongo je bila konfederacija treh majhnih držav; Vungu (njegov vodja), Kakongo in Ngoyo.
Kraljevina Kongo je bila ustanovljena v 14. stoletju in je prevladovala v zahodni regiji. Imperij Mwene Muji je bil ustanovljen okoli jezera Mai-Ndombe. Iz depresije Upemba sta se v 15. in 17. stoletju pojavila cesarstvo Luba in cesarstvo Lunda, ki sta spoštljivo prevladovala v vzhodni regiji.

### Svobodna država Kongo (1877–1908)
Belgijsko raziskovanje in upravljanje sta potekala od 1870 do 1920. Prvič ga je vodil Henry Morton Stanley, ki se je svojih raziskav lotil pod pokroviteljstvom belgijskega kralja Leopolda II. Vzhodne regije predkolonialnega Konga so močno prizadele nenehne plenitve sužnjev, predvsem arabsko-svahilskih trgovcev s sužnji, kot je bil zloglasni Tippu Tip, ki ga je Stanley dobro poznal.
Leopold je načrtoval, kaj naj bi Kongo postal kolonija. V zaporedju pogajanj je Leopold, ki je v vlogi predsednika vodilne organizacije Association Internationale Africaine trdil, da ima humanitarne cilje, dejansko igral enega evropskega tekmeca proti drugemu.
Kralj Leopold je uradno pridobil pravice do ozemlja Konga na Berlinski konferenci leta 1885 in ozemlje je postalo njegova zasebna last. Poimenoval jo je Svobodna država Kongo. Leopoldov režim je začel z različnimi infrastrukturnimi projekti, kot je gradnja železnice, ki je vodila od obale do glavnega mesta Leopoldville (danes Kinšasa), ki je trajala osem let.
V svobodni državi so kolonisti prisilili lokalno prebivalstvo v proizvodnjo gume, za katero sta širjenje avtomobilov in razvoj gumijastih pnevmatik ustvarila rastoči mednarodni trg. Prodaja gume je Leopoldu prinesla bogastvo, s katerim je zgradil več stavb v Bruslju in Ostendeju v čast sebi in svoji državi. Da bi uveljavili gumijaste kvote, je bila poklicana Force Publique, ki je prakso rezanja okončin domačinom določila kot stvar politike.
Pod Svobodno državo Kongo so bile zasebni industriji podeljene koncesije, ki so podelile monopol nad nasiljem in črpanjem virov. Najbolj nasilna od teh koncesijskih regij so bile okoliške plantaže kavčuka. Koncesijske regije so se povezale z vasmi in zaposlovale lokalne poglavarje za pomoč pri uveljavljanju strogih kvot. Neupoštevanje ali izpolnjevanje kvot je povzročilo ugrabitev družine, odkupnino, dokler kvote ne bi bile izpolnjene, ali fizično nasilje. Nasilje so izvajali vaški stražarji, evropske milice, zaposlene za zagotavljanje zbiranja. Ti stražarji so bili popolnoma nekaznovani za nasilje, brez ustreznega nadzora pa so bili znani po tem, da so ubijali in jedli neuspešne delavce.
V letih 1885–1908 je zaradi izkoriščanja in bolezni umrlo na milijone Kongovcev. Na nekaterih območjih se je prebivalstvo dramatično zmanjšalo – ocenjeno je, da so spalna bolezen in črne koze pobile skoraj polovico prebivalstva na območjih, ki obkrožajo spodnji del reke Kongo.
Novice o zlorabah so začele krožiti. Leta 1904 je britanska vlada naročila britanskemu konzulu v Bomi v Kongu, Rogerju Casementu, naj zadevo razišče. Njegovo poročilo, imenovano Casement Report, je potrdilo obtožbe o humanitarnih zlorabah. Belgijski parlament je prisilil Leopolda II., da je ustanovil neodvisno preiskovalno komisijo. Njegove ugotovitve so potrdile Casementovo poročilo o zlorabah in ugotovile, da se je prebivalstvo Konga v tem obdobju »zmanjšalo za polovico«. Natančno ugotoviti, koliko ljudi je umrlo, je nemogoče, saj natančnih evidenc ni.

### Belgijski Kongo (1908–1960)
Leta 1908 se je belgijski parlament kljub začetni nenaklonjenosti uklonil mednarodnemu pritisku (zlasti Združenega kraljestva) in prevzel Svobodno državo od kralja Leopolda II. 18. oktobra 1908 je belgijski parlament glasoval za priključitev Konga kot belgijske kolonije. Izvršna oblast je pripadla belgijskemu ministru za kolonialne zadeve, ki mu je pomagal kolonialni svet (Conseil Colonial) (oba s sedežem v Bruslju). Belgijski parlament je izvajal zakonodajno oblast nad Belgijskim Kongom. Leta 1923 se je kolonialna prestolnica preselila iz Bome v Léopoldville, približno 300 kilometrov naprej navzgor v notranjost.
Prehod iz Svobodne države Kongo v Belgijski Kongo je bil prelom, vendar je imel tudi veliko stopnjo kontinuitete. Zadnji generalni guverner Svobodne države Kongo, baron Théophile Wahis, je ostal na položaju v Belgijskem Kongu in večina uprave Leopolda II. z njim. Odpiranje Konga ter njegovih naravnih in mineralnih bogastev belgijskemu gospodarstvu je ostalo glavni motiv za kolonialno širitev – vendar pa so druge prioritete, kot sta zdravstvo in osnovno izobraževanje, počasi pridobivale na pomenu.
Kolonialni upravitelji so vladali ozemlju in obstajal je dvojni pravni sistem (sistem evropskih sodišč in sistem avtohtonih sodišč, tribunaux indigènes). Domorodna sodišča so imela le omejena pooblastila in so ostala pod trdnim nadzorom kolonialne uprave. Belgijske oblasti niso dovolile nobene politične dejavnosti v Kongu in Force Publique je zatrla vse poskuse upora.
Belgijski Kongo je bil neposredno vpleten v obe svetovni vojni. Med prvo svetovno vojno (1914–1918) se je začetni spopad med Force Publique in nemško kolonialno vojsko v Nemški vzhodni Afriki spremenil v odprto vojno s skupno anglo-belgijsko-portugalsko invazijo na nemško kolonialno ozemlje v letih 1916 in 1917 med vzhodnoafriške kampanje. Force Publique je dosegla opazno zmago, ko je septembra 1916 pod poveljstvom generala Charlesa Tombeurja po hudih bojih vkorakala v Tabora.
Po letu 1918 je bila Belgija za sodelovanje Force Publique v vzhodnoafriški kampanji nagrajena z mandatom Lige narodov nad nekdanjo nemško kolonijo Ruanda-Urundi. Med drugo svetovno vojno je Belgijski Kongo predstavljal ključni vir dohodka za belgijsko vlado v izgnanstvu v Londonu, Force Publique pa je ponovno sodelovala v zavezniških akcijah v Afriki. Belgijske kongovske sile pod poveljstvom belgijskih častnikov so se borile predvsem proti italijanski kolonialni vojski v Etiopiji v Asosi, Bortaï in Saïo pod generalmajorjem Auguste-Eduardom Gilliaertom.

### Osamosvojitev in politična kriza (1960–1965)
Maja 1960 je na parlamentarnih volitvah zmagalo naraščajoče nacionalistično gibanje Mouvement National Congolais, ki ga je vodil Patrice Lumumba. Lumumba je 24. junija 1960 postal prvi predsednik vlade Republike Kongo. Parlament je za predsednika izvolil Josepha Kasa-Vubuja iz stranke Alliance des Bakongo (ABAKO). Druge stranke, ki so se pojavile, so bile Parti Solidaire Africain, ki jo je vodil Antoine Gizenga in Parti National du Peuple, ki sta jo vodila Albert Delvaux in Laurent Mbariko.
Belgijski Kongo je dosegel neodvisnost 30. junija 1960 pod imenom République du Congo ('Republika Kongo'). Kmalu zatem, 15. avgusta 1960, je tudi sosednja francoska kolonija Srednji Kongo pridobila neodvisnost in sprejela isto ime, 'Republika Kongo.' Da bi se izognili zmedi med obema, je nekdanji Belgijski Kongo postal znan kot Demokratična republika Kongo (DR Kongo), medtem ko je nekdanja francoska kolonija obdržala ime Republika Kongo (Kongo).
Kmalu po osamosvojitvi so se Force Publique uprle in 11. julija sta se provinca Katanga (pod vodstvom Moïse Tshombe) in Južni Kasai vključila v secesionistične boje proti novemu vodstvu. Večina od 100.000 Evropejcev, ki so ostali po osamosvojitvi, je zbežala iz države. Potem ko so Združeni narodi zavrnili Lumumbov klic na pomoč pri zatiranju secesionističnih gibanj, je Lumumba prosil za pomoč Sovjetsko zvezo, ki je to sprejela in poslala vojaške zaloge in svetovalce. 23. avgusta so kongovske oborožene sile vdrle v Južni Kasai. Lumumbo je 5. septembra 1960 razrešil Kasa-Vubu, ki ga je javno obtožil pokolov oboroženih sil v Južnem Kasaiju in vpletanja Sovjetov v državo. 7. septembra je imel Lumumba govor v kongovskem predstavniškem domu, v katerem je trdil, da je njegova razrešitev nezakonita po državni zakonodaji. Kongovska zakonodaja daje parlamentu, ne predsedniku, pristojnost za razrešitev vladnega ministra. Predstavniški dom in senat sta zavrnila razrešitev Lumumbe, vendar je odstavitev potekala protiustavno.
14. septembra je polkovnik Joseph Mobutu ob podpori ZDA in Belgije odstavil Lumumbo s položaja. 17. januarja 1961 so Lumumbo izročili katanganskim oblastem in te so ga pod vodstvom Belgije usmrtile. Preiskava belgijskega parlamenta leta 2001 je ugotovila, da je Belgija 'moralno odgovorna' za umor Lumumbe in država se je od takrat uradno opravičila za svojo vlogo pri njegovi smrti.
18. septembra 1961 je v tekočih pogajanjih o prekinitvi ognja strmoglavljenje letala blizu Ndole povzročilo smrt Daga Hammarskjölda, generalnega sekretarja Združenih narodov, skupaj z vsemi 15 potniki, kar je sprožilo nasledstveno krizo. Sredi vsesplošne zmede in kaosa so začasno vlado vodili tehniki (Collège des commissaires généraux). Odcepitev Katangana se je končala januarja 1963 s pomočjo sil ZN. Več kratkotrajnih vlad Josepha Ilea, Cyrille Adoula in Moise Kapenda Tshombe je prevzelo hitro vodenje.
Medtem so se na vzhodu države dvignili uporniki, ki so jih podpirali Sovjetska zveza in Kuba, imenovani Simbas, zavzeli precej ozemlja in v Stanleyvillu razglasili komunistično Ljudsko republiko Kongo. Simba so bili izgnani iz Stanleyvilla novembra 1964 med operacijo Dragon Rouge, vojaško operacijo, ki so jo izvedle belgijske in ameriške sile, da bi rešile na stotine talcev. Kongovske vladne sile so do novembra 1965 popolnoma porazile upornike Simba.
Lumumba je pred tem imenoval Mobutuja za načelnika štaba nove kongoške vojske, Armée Nationale Congolaise. Mobutu je izkoristil krizo vodstva med Kasavubujem in Tshombejem in si pridobil dovolj podpore v vojski, da je izvedel državni udar. Na ustavnem referendumu leto pred Mobutujevim državnim udarom leta 1965 je bilo uradno ime države spremenjeno v Demokratična republika Kongo. Leta 1971 je Mobutu znova spremenil ime, tokrat v Republika Zair.

### Mobutujeva avtokracija in Zair (1965–1997)
Mobutu je imel trdno podporo Združenih držav zaradi svojega nasprotovanja komunizmu; ZDA so verjele, da bo njegova administracija služila kot učinkovit boj proti komunističnim gibanjem v Afriki. Vzpostavljen je bil enostrankarski sistem in Mobutu se je razglasil za vodjo države. Občasno je imel volitve, na katerih je bil edini kandidat. Čeprav sta bila dosežena relativni mir in stabilnost, je bila Mobutujeva vlada kriva hudih kršitev človekovih pravic, politične represije, kulta osebnosti in korupcije.
Do konca leta 1967 je Mobutu uspešno nevtraliziral svoje politične nasprotnike in tekmece, bodisi tako, da jih je vključil v svoj režim, jih aretiral ali jih kako drugače naredil politično impotentne. V poznih 1960-ih je Mobutu še naprej mešal svoje vlade in uradnike v pisarni in iz nje, da bi ohranil nadzor. Smrt Josepha Kasa-Vubuja aprila 1969 je zagotovila, da nobena oseba s poverilnicami Prve republike ne more izpodbijati njegove vladavine. Do začetka 1970-ih je Mobutu poskušal uveljaviti Zair kot vodilno afriško državo. Pogosto je potoval po celini, medtem ko je vlada postala bolj glasna glede afriških vprašanj, zlasti tistih, ki se nanašajo na južno regijo. Zair je vzpostavil polklientelistične odnose z več manjšimi afriškimi državami, zlasti z Burundijem, Čadom in Togom.
Korupcija je postala tako pogosta, da je bil izraz »le mal Zairois« ali »zairska bolezen«, ki pomeni hudo korupcijo, krajo in slabo upravljanje, skoval naj bi ga Mobutu. Mednarodna pomoč, najpogosteje v obliki posojil, je obogatila Mobutuja, medtem ko je dopustil, da se je nacionalna infrastruktura, kot so ceste, poslabšala le na eno četrtino tiste, ki je obstajala leta 1960. Zair je postal kleptokracija, ko so Mobutu in njegovi sodelavci poneverili vladna sredstva.
V kampanji za identifikacijo z afriškim nacionalizmom, ki se je začela 1. junija 1966, je Mobutu preimenoval državna mesta: Léopoldville je postal Kinšasa (država je bila znana kot Kongo-Kinšasa), Stanleyville je postal Kisangani, Elisabethville je postal Lubumbashi, Coquilhatville pa je postal Mbandaka. Leta 1971 je Mobutu državo preimenoval v Republiko Zair, kar je bila četrta sprememba imena v enajstih letih in šesta na splošno. Reka Kongo se je preimenovala v reko Zaire.
V 1970-ih in 1980-ih je bil Mobutu večkrat povabljen na obisk v Združene države, kjer se je srečal z ameriškimi predsedniki Richardom Nixonom, Ronaldom Reaganom in Georgeom H. W. Bushem. Po razpadu Sovjetske zveze so se odnosi ZDA z Mobutujem ohladili, saj ni bil več potreben kot zaveznik v hladni vojni. Nasprotniki v Zairu so okrepili zahteve po reformah. To vzdušje je prispevalo k temu, da je Mobutu leta 1990 razglasil Tretjo republiko, katere ustava naj bi utrla pot demokratični reformi. Izkazalo se je, da so bile reforme večinoma kozmetične. Mobutu je ostal na oblasti, dokler ga leta 1997 oborožene sile niso prisilile v beg. »Od leta 1990 do 1993 so Združene države podpirale Mobutujeve poskuse ugrabitve političnih sprememb«, je zapisal neki akademik in »pomagale tudi uporu Laurent-Desireja Kabile, ki je strmoglavil Mobutujev režim«.
Septembra 1997 je Mobutu umrl v izgnanstvu v Maroku.

### Celinske in državljanske vojne (1996–2007)
Do leta 1996, po državljanski vojni v Ruandi in genocidu ter vzponu vlade pod vodstvom Tutsijev v Ruandi, so milice ruandskih Hutujcev (Interahamwe) pobegnile v vzhodni Zair in uporabile begunska taborišča kot oporišča za vdore v Ruando. Povezali so se z zairskimi oboroženimi silami, da bi začeli kampanjo proti kongovskim etničnim Tutsijem v vzhodnem Zairu.
Koalicija ruandske in ugandske vojske je vdrla v Zair, da bi strmoglavila vlado Mobutuja, s čimer se je začela prva kongoška vojna. Koalicija se je povezala z nekaterimi opozicijskimi osebnostmi, ki jih je vodil Laurent-Désiré Kabila, in postala Zavezništvo demokratičnih sil za osvoboditev Konga. Leta 1997 je Mobutu pobegnil in Kabila je vkorakal v Kinšaso, se imenoval za predsednika in vrnil ime države v Demokratično republiko Kongo.
Kabila je pozneje zahteval, da se tuje vojaške sile vrnejo v svoje države. Ruandske čete so se umaknile v Gomo in ustanovile novo uporniško vojaško gibanje pod vodstvom Tutsijev, imenovano Združevanje Kongolajs za demokracijo, za boj proti Kabili, medtem ko je Uganda spodbudila ustanovitev uporniškega gibanja, imenovanega Gibanje za osvoboditev Konga, ki ga je vodil kongovski vojskovodja Jean -Pierre Bemba. Dve uporniški gibanji, skupaj z ruandskim in ugandskim čete, začeli drugo kongoško vojno z napadom na vojsko DR Konga leta 1998. Angolska, zimbabvejska in namibijska vojska so vstopile v sovražnost na strani vlade.
Kabila je bil leta 2001 umorjen. Njegov sin Joseph Kabila ga je nasledil in pozval k večstranskim mirovnim pogajanjem. Mirovne enote ZN, MONUC, zdaj znane kot MONUSCO, so prispele aprila 2001. V letih 2002–2003 je Bemba posredoval v Srednjeafriški republiki v imenu njenega nekdanjega predsednika Ange-Félixa Patasséja. Pogovori so privedli do mirovnega sporazuma, po katerem bi Kabila delil oblast z nekdanjimi uporniki. Do junija 2003 so se vse tuje vojske razen ruandske umaknile iz Konga. Do po volitvah je bila ustanovljena prehodna vlada. Volivci so potrdili ustavo in 30. julija 2006 je DR Kongo izvedla prve večstrankarske volitve. To so bile prve svobodne nacionalne volitve po letu 1960, za katere so mnogi verjeli, da bodo pomenile konec nasilja v regiji. Vendar pa se je spor o izidu volitev med Kabilo in Bembo sprevrgel v spopad med njunima podpornikoma v Kinšasi. MONUC je prevzel nadzor nad mestom. Oktobra 2006 so bile nove volitve, na katerih je zmagal Kabila, decembra 2006 pa je prisegel kot predsednik. Vendar so se konflikti nadaljevali.

### Volitve 2018 in novi predsednik (2018–danes)
30. decembra 2018 so potekale splošne volitve. 10. januarja 2019 je volilna komisija razglasila protikandidata Félixa Tshisekedija za zmagovalca predsedniških volitev in uradno je prisegel kot predsednik 24. januarja. Vendar so bili razširjeni sumi, da so bili rezultati prirejeni in da je bil Tshisekedi in Kabila sklenjen dogovor. Katoliška cerkev je sporočila, da uradni rezultati ne ustrezajo informacijam, ki so jih zbrali njeni volilni opazovalci. Vlada je na nekaterih območjih glasovanje 'odložila' do marca, navajajoč izbruh ebole v Kivuju in še vedno trajajoči vojaški spopad. To je bilo kritizirano, saj so te regije znane kot trdnjave opozicije. Avgusta 2019, šest mesecev po inavguraciji Félixa Tshisekedija, je bila napovedana koalicijska vlada.
Politični zavezniki Kabile so ohranili nadzor nad ključnimi ministrstvi, zakonodajo, pravosodjem in varnostnimi službami. Vendar je Tshisekediju uspelo okrepiti svojo oblast. Z nizom potez je pridobil več poslancev in dobil podporo skoraj 400 od 500 poslancev državnega zbora. Predsednika obeh domov parlamenta, ki podpirata Kabilo, sta bila izgnana. Aprila 2021 je bila nova vlada oblikovana brez Kabilinih privržencev.
Velik izbruh ošpic v državi je leta 2019 pustil skoraj 5000 mrtvih. Izbruh ebole se je končal junija 2020, potem ko je v dveh letih povzročil 2280 smrti. Drugi, manjši izbruh ebole v provinci Équateur se je začel junija 2020 in povzročil 55 smrtnih žrtev. Svetovna pandemija COVID-19 je marca 2020 dosegla tudi DR Kongo, s kampanjo cepljenja, ki se je začela 19. aprila 2021.
Italijanski veleposlanik v DR Kongo Luca Attanasio in njegov telesni stražar sta bila ubita v Severnem Kivuju 22. februarja 2021. 22. aprila 2021 so srečanja med kenijskim predsednikom Uhurujem Kenyatto in Tshisekedijem privedla do novih sporazumov o povečanju mednarodne trgovine in varnosti (protiterorizem, priseljevanje, kibernetska varnost in carine) med državama. Februarja 2022 so obtožbe o državnem udaru v državi povzročile negotovost, vendar poskus državnega udara ni uspel.
Po predsedniških volitvah leta 2023 je imel Tshisekedi jasno prednost v svoji tekmi za drugi mandat. 31. decembra 2023 so uradniki sporočili, da je bil predsednik Felix Tshisekedi ponovno izvoljen s 73 % glasov. Devet opozicijskih kandidatov je podpisalo izjavo o zavrnitvi volitev in pozvalo k ponovitvi.
Maja 2024 je med parlamentarno krizo, povezano z volitvami za vodstvo parlamenta, Christian Malanga vodil poskus državnega udara, ki so ga odvrnile varnostne sile, zveste predsedniku Félixu Tshisekediju.  Varnostne sile so aretirale tri bojevnike, ki so domnevno nosili ameriške potne liste, video posnetke njihovega ujetja pa so objavili na spletu.

## Geografija
DR Kongo leži v osrednji podsaharski Afriki, na severozahodu meji na Zahodni Kongo, na severu na Srednjeafriško republiko, na severovzhodu na Južni Sudan, na vzhodu na Ugando, Ruando in Burundi ter na Tanzanijo (preko Tanganjiškega jezera), na jugu in jugovzhodu je Zambija, na jugozahodu Angola, na zahodu pa južni Atlantski ocean in Provinca Cabinda, eksklava Angole. Država leži med 6°S in 14°S ter 12°V in 32°V zemljepisne dolžine. Preko ekvatorja je ena tretjina na severu in dve tretjini na jugu. S površino 2.345.408 kvadratnih kilometrov je po površini druga največja država v Afriki, takoj za Alžirijo.
Zaradi svoje ekvatorialne lege ima DR Kongo veliko padavin in največjo pogostost neviht na svetu. Letna količina padavin lahko ponekod znaša več kot 2000 milimetrov, na tem območju pa je kongoški deževni gozd, drugi največji deževni gozd na svetu za amazonskim. To ogromno prostranstvo bujne džungle pokriva večino velikega, nizko ležečega osrednjega porečja reke, ki se na zahodu spušča proti Atlantskemu oceanu. To območje je obdano s planotami, ki se na jugu in jugozahodu zlivajo v savane, na zahodu z gorskimi terasami, na severu pa z gostimi travniki, ki segajo onkraj reke Kongo. Ledeniško gorovje Ruvenzori je na skrajnem vzhodnem območju.
Tropsko podnebje je povzročilo sistem reke Kongo, ki topografsko prevladuje v regiji skupaj z deževnim gozdom, skozi katerega teče. Kongovska kotlina zavzema skoraj celotno državo in površino skoraj 1.000.000 km². Reka in njeni pritoki tvorijo hrbtenico kongovskega gospodarstva in prometa. Glavni pritoki so Kasai, Sangha, Ubangi, Ruzizi, Aruwimi in Lulonga.
Reka Kongo ima drugi največji pretok in drugo največje porečje od katere koli reke na svetu (v obeh pogledih zaostaja za Amazonko). Izviri reke Kongo so v gorah Albertovega tektonskega jarka, ki obkrožajo zahodno vejo Vzhodnoafriškega tektonskega jarka, pa tudi Tanganjiško jezero in jezera Mweru. Reka teče na splošno proti zahodu od Kisanganija tik pod slapovi Boyoma, nato pa se postopoma obrne proti jugozahodu, teče mimo Mbandake, se združi z reko Ubangi in se izliva v bazen Malebo (Stanleyjev bazen). Kinšasa in Brazzaville sta na nasprotnih straneh reke pri bazenu. Nato se reka zoži in pada skozi številne katarakte v globokih kanjonih, skupaj znanih kot Livingstonovi slapovi in teče mimo Bome v Atlantski ocean. Reka in 37 kilometrov širok pas obale na njenem severnem bregu predstavljata edini izhod države v Atlantik.
Albertov tektonski jarek ima ključno vlogo pri oblikovanju geografije Konga. Ne samo, da je severovzhodni del države veliko bolj gorat, ampak tektonski premiki povzročajo vulkansko aktivnost, občasno z izgubo življenj. Geološka dejavnost na tem območju je ustvarila tudi afriška Velika jezera, od katerih štiri ležijo na vzhodni meji Konga: Albertovo jezero , jezero Kivu, Edvardovo jezero in Tanganjiško jezero.
Riftna dolina je razkrila ogromno rudnega bogastva po vsem južnem in vzhodnem delu Konga, zaradi česar je dostopna za rudarjenje. Kobalt, baker, kadmij, diamanti, zlato, srebro, cink, mangan, kositer, germanij, uran, radij, boksit, železova ruda in premog so v izobilju, zlasti v jugovzhodni regiji Katanga v Kongu. Proizvodnja zlata v letu 2015 znaša 37 metričnih ton.
17. januarja 2002 je gora Nyiragongo izbruhnila s tremi potoki izredno tekoče lave, ki so tekli s hitrostjo 64 km/h in široki 46 m. Eden od treh potokov je tekel neposredno skozi Gomo, pri čemer je umrlo 45 ljudi, 120.000 pa jih je ostalo brez domov. Med izbruhom so iz mesta evakuirali več kot 400.000 ljudi. Lava je pritekla v jezero Kivu in ga zastrupila ter tako ubila rastline, živali in ribe. Samo dve letali sta zapustili lokalno letališče zaradi možnosti eksplozije skladiščenega bencina. Lava je tekla skozi in mimo letališča, uničila vzletno-pristajalno stezo in ujela več parkiranih letal. Šest mesecev po dogodku je izbruhnila tudi bližnja gora Nyamuragira. Gora je pozneje znova izbruhnila leta 2006 in še enkrat januarja 2010.

### Biotska raznovrstnost in ohranjanje
Deževni gozdovi Demokratične republike Kongo vsebujejo veliko biotsko raznovrstnost, vključno s številnimi redkimi in endemičnimi vrstami, kot so navadni šimpanz in bonobo (ali mali šimpanz), afriški gozdni slon, gorska gorila, okapi, Afriški gozdni bivol (Syncerus caffer nanus), afriški leopard in južneje v državi, južni beli nosorog (Ceratotherium simum simum). Pet narodnih parkov v državi je uvrščenih na seznam svetovne dediščine: narodni parki Garumba, narodni parki Kahuzi-Biega, narodni parki Salonga in narodni parki Virunga ter rezervat divjih živali Okapi. Demokratična republika Kongo je ena od 17 držav z megadiverziteto in najbolj biotsko raznovrstna afriška država.
Naravovarstveniki so še posebej zaskrbljeni zaradi prvakov. Kongo naseljuje več vrst velikih opic: navadni šimpanz (Pan troglodytes), bonobo ali Pritlikavi šimpanz (Pan paniscus), vzhodna gorila (Gorilla beringei) in morda populacija zahodne gorile (Gorilla gorilla). To je edina država na svetu, kjer bonobe najdemo v naravi. Veliko je bilo zaskrbljenosti glede izumrtja velikih opic. Zaradi lova in uničevanja življenjskega prostora se je število šimpanzov, bonobov in goril (katerih populacija je bila nekoč v milijonih) zdaj zmanjšalo na le približno 200.000 goril, 100.000 šimpanzov in morda samo okoli 10.000 bonobov. Svetovna zveza za varstvo narave je gorile, šimpanze, bonobe in okapije uvrstila med ogrožene.
Glavna okoljska vprašanja v DR Kongo vključujejo krčenje gozdov, divji lov, ki ogroža populacije divjih živali, onesnaževanje vode in rudarjenje. Od leta 2015 do 2019 se je stopnja krčenja gozdov v Demokratični republiki Kongo podvojila. Leta 2021 se je krčenje kongoških deževnih gozdov povečalo za 5 %.

## Gospodarstvo
Centralna banka Konga je odgovorna za razvoj in vzdrževanje kongovskega franka, ki služi kot primarna oblika valute v Demokratični republiki Kongo. Leta 2007 se je Svetovna banka odločila, da bo Demokratični republiki Kongo v naslednjih treh letih dodelila do 1,3 milijarde dolarjev pomoči. Kongovska vlada se je začela pogajati o članstvu v Organizaciji za usklajevanje poslovnega prava v Afriki (OHADA) leta 2009.
DR Kongo na splošno velja za eno najbogatejših držav na svetu z naravnimi viri; njena neizkoriščena nahajališča surovin mineralov so ocenjena na vrednost, ki presega 24 trilijonov ameriških dolarjev. DR Kongo ima 70 % svetovnega koltana, tretjino kobalta, več kot 30 % zalog diamantov in desetino bakra.
Kljub tako velikemu rudnemu bogastvu je gospodarstvo Demokratične republike Kongo od sredine 1980-ih drastično nazadovalo. V 1970-ih in 1980-ih ustvarila do 70 % prihodkov od izvoza z minerali in je bila še posebej prizadeta, ko so se cene virov takrat znižale. Do leta 2005 je 92 % prihodkov DR Kongo izviralo iz njenih mineralov. Državljani Konga so med najrevnejšimi ljudmi na svetu. Leta 2023 se je 60 % Kongovcev preživljalo z manj kot 2,15 USD na dan, inflacija cen hrane pa je dosegla 173 %. DR Kongo ima dosledno najnižji ali skoraj najnižji nominalni BDP na prebivalca na svetu. DR Kongo je tudi ena od dvajsetih najnižje uvrščenih držav na indeksu zaznave korupcije.

### Rudarstvo
DR Kongo je največja svetovna proizvajalka kobaltove rude ter velika proizvajalka bakra in diamantov. Od leta 2023 naj bi država imela okoli 70 % svetovne proizvodnje kobalta. Diamanti prihajajo iz province Kasaï na zahodu. Daleč največji rudniki v DR Kongo so v južni provinci Katanga in so visoko mehanizirani, z zmogljivostjo več milijonov ton bakrove in kobaltove rude na leto ter zmogljivostjo rafiniranja kovinske rude. DR Kongo je druga največja proizvajalka diamantov na svetu, obrtni in mali rudarji pa predstavljajo večino njene proizvodnje.
Ob osamosvojitvi leta 1960 je bila DR Kongo druga najbolj industrializirana država v Afriki za Južno Afriko; ponašala se je z uspešnim rudarskim sektorjem in razmeroma produktivnim kmetijskim sektorjem. Tuja podjetja so omejila poslovanje zaradi negotovosti glede izida dolgotrajnih konfliktov, pomanjkanja infrastrukture in težkega delovnega okolja. Vojne so okrepile vpliv osnovnih problemov, kot so negotov pravni okvir, korupcija, inflacija in pomanjkanje odprtosti v vladni ekonomski politiki in finančnem poslovanju.
Razmere so se izboljšale konec leta 2002, ko se je umaknil velik del invazivnih tujih enot. Številne misije Mednarodnega denarnega sklada in Svetovne banke so se srečale z vlado, da bi ji pomagale razviti skladen gospodarski načrt, predsednik Kabila pa je začel izvajati reforme. Veliko gospodarske aktivnosti je še vedno izven podatkov o BDP. Do leta 2011 je imela DR Kongo najnižji indeks človekovega razvoja od 187 uvrščenih držav.
Gospodarstvo DR Kongo je močno odvisno od rudarjenja. Vendar se gospodarska dejavnost manjšega obsega zaradi obrtnega rudarjenja pojavlja v neformalnem sektorju in se ne odraža v podatkih o BDP. Tretjina diamantov v DR Kongo naj bi bila pretihotapljena iz države, zaradi česar je težko kvantificirati ravni proizvodnje diamantov. Leta 2002 so na vzhodu države odkrili kositer, vendar so ga do danes izkopavali le v majhnem obsegu. Tihotapljenje konfliktnih mineralov, kot sta koltan in kasiterit, tantalove in kositrne rude, je pomagalo podžgati vojno v Vzhodnem Kongu.
Katanga Mining Limited, podjetje v švicarski lasti, je lastnik Luilu Metallurgical Plant, ki ima zmogljivost 175.000 ton bakra in 8000 ton kobalta na leto, zaradi česar je največja rafinerija kobalta na svetu. Po velikem sanacijskem programu je podjetje decembra 2007 ponovno začelo s proizvodnjo bakra, maja 2008 pa s proizvodnjo kobalta.
Aprila 2013 so nevladne organizacije za boj proti korupciji razkrile, da kongovske davčne oblasti niso uspele obračunati 88 milijonov dolarjev iz rudarskega sektorja, kljub cvetoči proizvodnji in pozitivni industrijski uspešnosti. Manjkajoča sredstva so iz leta 2010 in bi jih morali davčni organi vplačati v centralno banko. Pozneje leta 2013 je Pobuda za preglednost ekstraktivnih industrij začasno ustavila kandidaturo države za članstvo zaradi nezadostnega poročanja, spremljanja in neodvisnih revizij, vendar je država julija 2013 izboljšala svoje računovodske prakse in prakse preglednosti do točke, ko je EITI državi dal polnopravno članstvo.
Februarja 2018 je globalno podjetje za upravljanje premoženja AllianceBernstein DR Kongo opredelilo kot gospodarsko »Saudovo Arabijo dobe električnih vozil« zaradi svojih virov kobalta, pri čemer je kobalt bistven pri proizvodnji litij-ionskih baterij, ki poganjajo veliko električnih vozil. Odprto kopanje kobalta je povzročilo krčenje gozdov in uničenje habitata.

## Politika in uprava

### Upravna delitev
Država je upravno razdeljena na 26 provinc in območje mesta Kinšasa, ki ima enak status kot province. Province se nadalje delijo na okrožja, ta pa na teritorije.
|                   | 1. Kinšasa       | 14. Ituri |
| 2. Kongo-Central  | 15. Haut-Uele    |           |
| 3. Kwango         | 16. Tshopo       |           |
| 4. Kwilu          | 17. Bas-Uele     |           |
| 5. Mai-Ndombe     | 18. Nord-Ubangi  |           |
| 6. Kasaï          | 19. Mongala      |           |
| 7. Kasaï-Central  | 20. Sud-Ubangi   |           |
| 8. Kasaï-Oriental | 21. Équateur     |           |
| 9. Lomami         | 22. Tshuapa      |           |
| 10. Sankuru       | 23. Tanganjika   |           |
| 11. Maniema       | 24. Haut-Lomami  |           |
| 12. Južni Kivu    | 25. Lualaba      |           |
| 13. Severni Kivu  | 26. Haut-Katanga |           |

## Demografija
CIA World Factbook je leta 2024 ocenila prebivalstvo na več kot 115 milijonov. Med letoma 1950 in 2000 se je prebivalstvo države skoraj početverilo z 12,2 milijona na 46,9 milijona.
Več kot 250 etničnih skupin in 450 plemen (etničnih podskupin) naseljuje DR Kongo. So v bantujski, sudanski, nilotski, ubangijski in pigmejski jezikovni skupini. Zaradi te raznolikosti v Kongu ni prevladujoče etnične skupine, vendar pa naslednje etnične skupine predstavljajo 51,5 % prebivalstva: Luba-Kasaï, Kongo, Mongo, Lubakat, Lulua, Tetela, Nande, Ngbandi, Ngombe, Yaka, Ngbaka. V DR Kongo živi okoli 600.000 pigmejcev.

### Največja mesta
| Kinšasa Lubumbaši | 1  | Kinšasa    | Kinšasa          | 11.116.000        | Mbuji-Mayi |
| Kinšasa Lubumbaši | 2  | Lubumbaši  | Katanga          | 1.936.000         | Mbuji-Mayi |
| Kinšasa Lubumbaši | 3  | Mbuji-Mayi | Kasai-Oriental   | 1.919.000         | Mbuji-Mayi |
| Kinšasa Lubumbaši | 4  | Kananga    | Kasai-Occidental | 1.119.000         | Mbuji-Mayi |
| Kinšasa Lubumbaši | 5  | Kisangani  | Orientale        | 1.001.000         | Mbuji-Mayi |
| Kinšasa Lubumbaši | 6  | Goma       | Severni Kivu     | (ocena) 1.000.000 | Mbuji-Mayi |
| Kinšasa Lubumbaši | 7  | Bukavu     | Južni Kivu       | (ocena) 1.000.000 | Mbuji-Mayi |
| Kinšasa Lubumbaši | 8  | Čikapa     | Kasai-Occidental | (ocena) 600.000   | Mbuji-Mayi |
| Kinšasa Lubumbaši | 9  | Masina     | Kinšasa          | 485.167           | Mbuji-Mayi |
| Kinšasa Lubumbaši | 10 | Kolwezi    | Katanga          | 453.147           | Mbuji-Mayi |

### Jeziki
Francoščina je uradni jezik Demokratične republike Kongo. Kulturno je sprejet kot lingua franca, ki olajša komunikacijo med številnimi različnimi etničnimi skupinami v Kongu. Po poročilu OIF iz leta 2018 je znalo 49 milijonov Kongovcev (51 % prebivalstva) brati in pisati v francoščini. Raziskava iz leta 2021 je pokazala, da 74 % prebivalstva govori francosko, zaradi česar je to najbolj razširjen jezik v državi.
Leta 2024 je bilo v državi približno 12 milijonov govorcev francoščine, ki jim je materni jezik.
V državi se govori približno 242 jezikov, od katerih imajo štirje status državnih jezikov: kituba (kikongo), lingala, čiluba in svahili (kongo svahili). Čeprav jih nekaj omejenega števila ljudi govori kot prve jezike, jih večina prebivalstva govori kot drugi jezik, po maternem jeziku svoje etnične skupine. Lingala je bila uradni jezik Force Publique pod belgijsko kolonialno oblastjo in do danes ostaja prevladujoči jezik oboroženih sil. Od nedavnih uporov dobršen del vojske na vzhodu uporablja tudi svahili, kjer tekmuje za regionalno linguo franco.
Pod belgijsko vladavino so Belgijci uvedli poučevanje in uporabo štirih nacionalnih jezikov v osnovnih šolah, zaradi česar so bili eden redkih afriških narodov, ki so imeli pismenost v lokalnih jezikih v evropskem kolonialnem obdobju. Ta trend se je obrnil po osamosvojitvi, ko je francoščina postala edini jezik izobraževanja na vseh stopnjah. Od leta 1975 so bili štirje nacionalni jeziki ponovno uvedeni v prvi dve leti primarnega izobraževanja, pri čemer je francoščina postala edini izobraževalni jezik od tretjega letnika naprej, vendar v praksi številne osnovne šole v mestnih območjih uporabljajo samo francoščino od prvega leta osnovnega izobraževanja naprej. V kongovskih šolah se portugalščina poučuje kot tuji jezik. Zaradi leksikalne podobnosti in fonologije s francoščino je portugalščina razmeroma lahek jezik za učenje. Večina od približno 175.000 portugalsko govorečih v DR Kongo je angolskih in mozambiških izseljencev.

### Kultura
Kultura Demokratične republike Kongo odraža raznolikost njenih številnih etničnih skupin in njihovih različnih načinov življenja po vsej državi – od ustja reke Kongo na obali, navzgor skozi deževni gozd in savane v njenem središču do bolj gosto poseljene gore na skrajnem vzhodu. Od poznega 19. stoletja so tradicionalni načini življenja doživeli spremembe, ki so jih prinesli kolonializem, boj za neodvisnost, stagnacija Mobutujeve dobe in nazadnje prva in druga kongoška vojna. Kljub tem pritiskom so navade in kulture Konga ohranile velik del svoje individualnosti. 81 milijonov prebivalcev države (2016) je večinoma podeželskih. Tistih 30 %, ki živijo v urbanih območjih, je bilo najbolj odprtih za zahodne vplive.